# Christelijke glossolalie

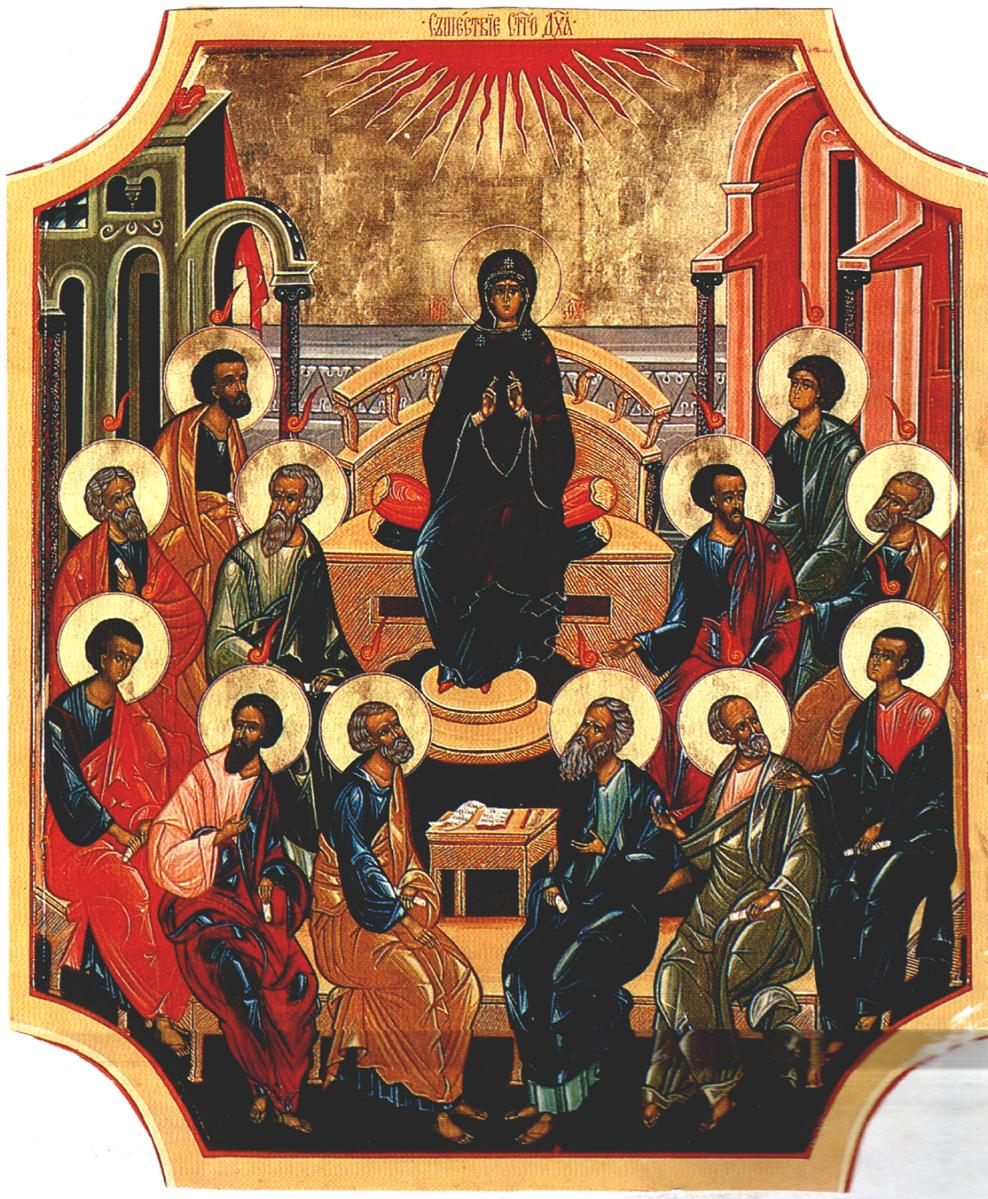
Icoon dat de Theotokos afbeeldt, samen met de twaalf apostelen. Boven hun hoofden gespleten vuurtongen (naar Handelingen 2:3).

Christelijke glossolalie, ook wel 'spreken in tongen', 'spreken in talen', 'tongentaal' of 'klanktaal' genoemd, is een verschijnsel binnen het christendom, waarbij een christen spreekt in een voor de spreker onbekende taal.

## Etymologie
Het Griekse woord γλῶσσα, glõssa, "tong" of "taal" komt in deze betekenis vooral voor in de brieven van Paulus, waaronder 21 keer in 1 Korintiërs 14, maar ook in de letterlijke betekenis (Romeinen 3:13; 14:11; Filippenzen 2:11).

## Nieuwe Testament
Het verschijnsel wordt in het Nieuwe Testament genoemd als een van de gaven van de Heilige Geest (1 Korintiërs 12:1-11). Dit soort gaven, met klanktaal en extase als belangrijkste, waren een kenmerk van het vroege christendom (1 Tessalonicenzen 5:9; Romeinen 8:24-27). Omdat klanktaal niet "bij volle verstand" werd gesproken, kan het als een vorm van extase worden beschouwd.

### Paulus
De oudste passages in het Nieuwe Testament die over klanktaal spreken zijn die van Paulus, die zelf ook sprak in klanktaal (1 Korintiërs 14:18). 1 Korintiërs 14 gaat in zijn geheel over klanktaal en bevat opvattingen als:
- wie in klanktaal spreekt, spreekt niet tot de mensen maar tot God; niemand kan hem verstaan, want hij spreekt een geheimtaal (14:2);
- klanktaal is vooral goed voor degene die spreekt (14:4);
- klanktaal is onbegrijpelijk (14:9,11,16), doordat de klanken niet worden gearticuleerd, ontstaat de indruk van een vreemde taal (14:7-8,10-11);
- klanktaal kan zowel gebed, lof- of dankzegging zijn (14:14-17);
- ook al sprak Paulus in klanktaal, hij sprak liever een paar woorden die wel  werden begrepen (14:18-19);
- door ongecontroleerd klanktaal spreken zou de indruk kunnen ontstaan dat de gemeenschap bestaat uit krankzinnigen (14:23,27);
- het spreken in klanktaal behoort bij kerkelijke samenkomsten gevolgd te worden door een interpretatie of uitleg van deze tong door iemand die de gave van uitlegging gebruikt (14:27-28);
- vrouwen moeten tijdens de bijeenkomsten waar in klanktaal wordt gesproken zwijgen, zij mogen niet spreken (14:34);
- het spreken in klanktaal mag niet worden verhinderd (14:39).

Uit deze passages blijkt dat het verschijnsel in de kerk van Korinthe bekend en geaccepteerd was; Paulus gebruikt de term als een terminus technicus, zonder nadere uitleg. Er kan worden aangenomen dat Paulus de term overnam van de kerkleden in Korinthe. Het is zelfs aannemelijk dat deze vorm van klanktaal al in Korinthe bestond voor de missie van Paulus en een heidense oorsprong had.
In deze passages dient de klanktaal niet om het evangelie te verkondigen of om anderen te bekeren. In zekere zin probeert Paulus het verschijnsel min of meer in te dammen of in elk geval richtlijnen te geven om het niet uit de hand te laten lopen, vanwege het risico dat de kerkleden als krankzinnigen zouden worden beschouwd. Paulus betoogt ook dat er geen hiërarchie mocht ontstaan op basis van de verschillende gaven van de Heilige Geest, vooral omdat niet iedereen klanktaal 'ontving' (1 Korintiërs 12:4,11,28-31). Er wordt ook een verschil gemaakt tussen de gave om in klanktaal te spreken of deze uit te leggen (1 Korintiërs 12:10,30).

### Handelingen
In het verhaal over Pinksteren in Handelingen 2 krijgt de term een nieuwe betekenis, namelijk het "spreken in vreemde talen" als gevolg van de komst van de Heilige Geest. Hierbij wordt aangenomen dat het om buitenlandse talen ging. Een ander verschil met de klanktaal waar Paulus over sprak is dat alle aanwezige christenen klanktaal spraken (Handelingen 2:4). Na deze gebeurtenis hield Petrus een toespraak waarin hij de gebeurtenissen ziet als een vervulling van een profetie in Joël 3 (Handelingen 2:14-36).
Na de bekering van Cornelius, als eerste niet-Jood die christen werd, wierpen de Joden van het vroegchristelijk jodendom bezwaren op. Petrus verklaarde de gebeurtenissen en tijdens zijn toespraak viel de Heilige Geest op de aanwezigen en als 'bewijs' daarvan spraken sommigen in klanktaal. De toehoorders begrepen dat zij God in die klanktaal prezen (Handelingen 10:45-46).
In Handelingen staat het verhaal dat Paulus in Efeze kwam en enkele leerlingen van Johannes de Doper ontmoette. Toen Paulus hem in de naam van Jezus doopte, viel de Heilige Geest op hen, spraken zij in klanktaal en profeteerden (Handelingen 19:1-7).
De meeste commentators zijn het erover eens dat het gebruik in Handelingen 2 uniek is in het Nieuwe Testament. In dit verhaal spreken de christenen bij hun volle verstand in een vreemde (buitenlandse) taal. In alle andere gevallen, ook in Handelingen 10 en 19, is er sprake van onverstaanbare klanken, zoals deze in 1 Korintiërs 14:2 μυστήρια, mystēria, "geheimtaal" worden genoemd.

### Marcus 16
Het slot van Marcus 16 is waarschijnlijk in de 2e eeuw in Syria ontstaan. Klanktaal als teken dat men gelovig is (Marcus 16:17), is vrijwel zeker ontleend aan het verhaal in Handelingen 2.

## Kerkvaders
Als kerkvaders melding maakten van klanktaal, was dat altijd als verklaring van de tekstdelen in 1 Korintiërs 12-14, nooit als actueel fenomeen.

## Moderne tijd
In West-Europa wordt het spreken in tongen tegenwoordig met name beoefend binnen de meer charismatische stromingen van het christendom, zoals de pinkster- en charismatische beweging. Ook binnen traditionele kerken is er steeds meer aandacht voor de gaven van de Heilige Geest en daarmee ook voor de gave van het spreken in tongen.